# Rothmannia daweishanensis
Rothmannia daweishanensis là một loài thực vật có hoa trong họ Thiến thảo. Loài này được Y.M.Shui & W.H.Chen mô tả khoa học đầu tiên năm 2003.